# Drahoš

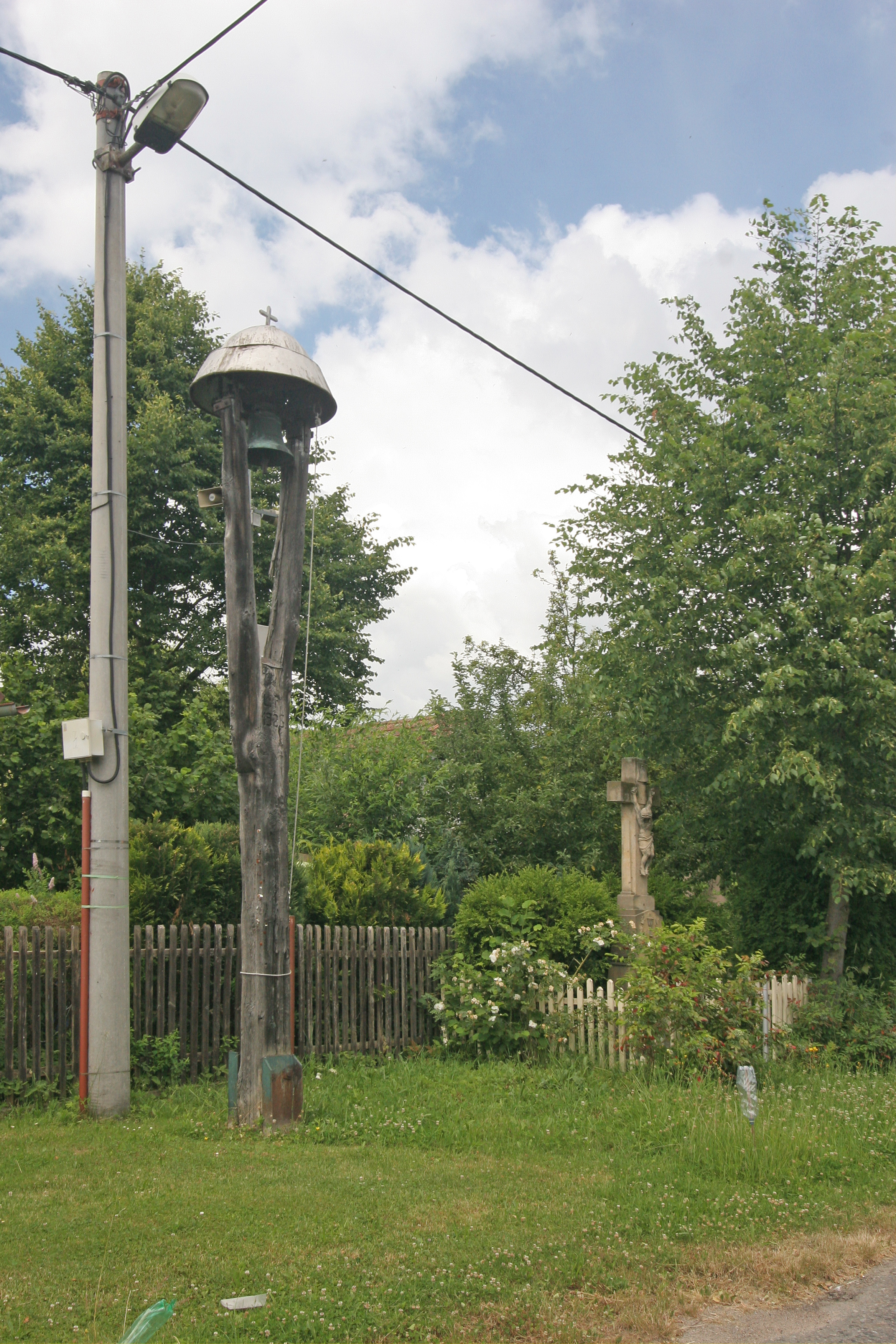
Glockenbaum in Nový Drahoš

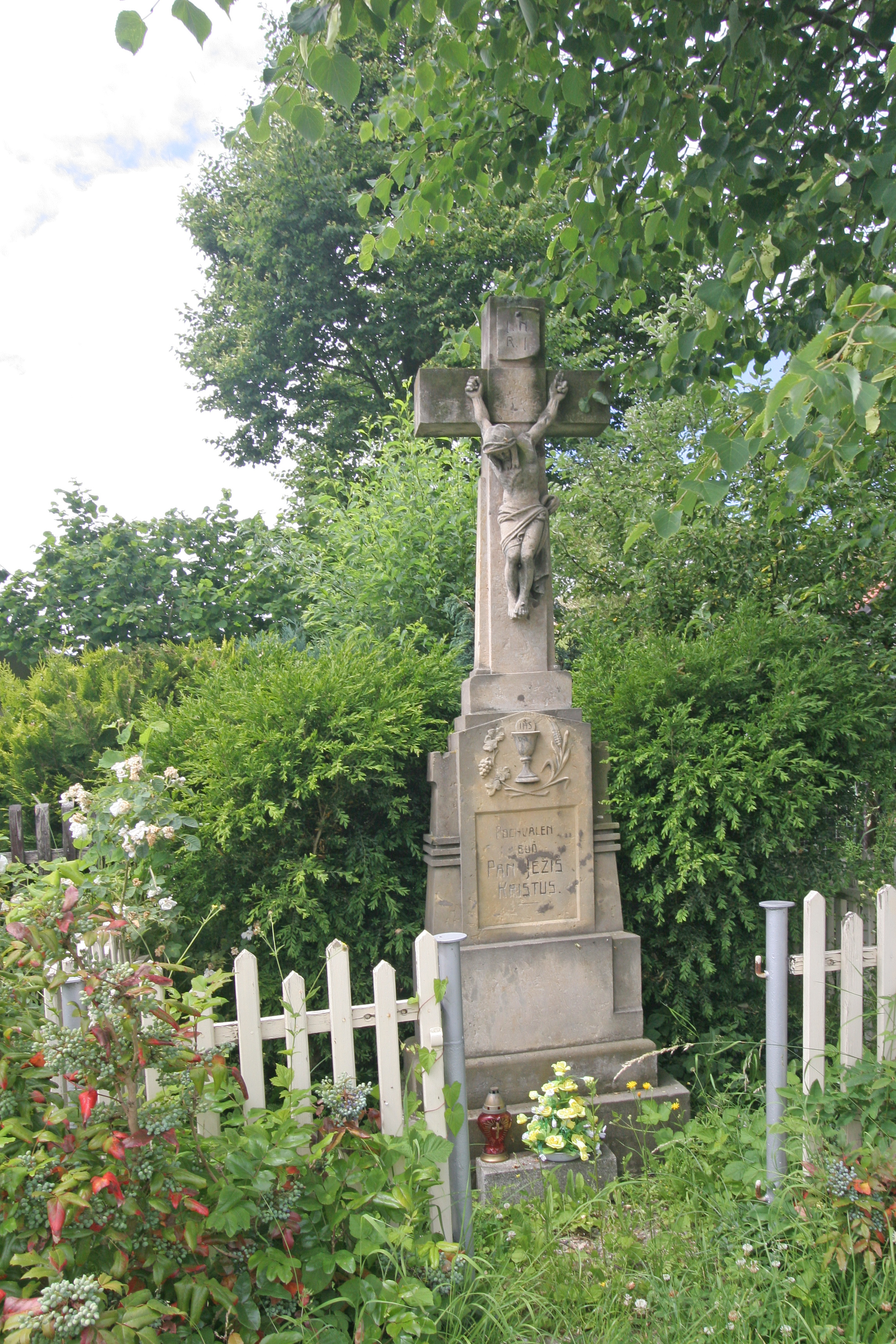
Kreuz in Nový Drahoš

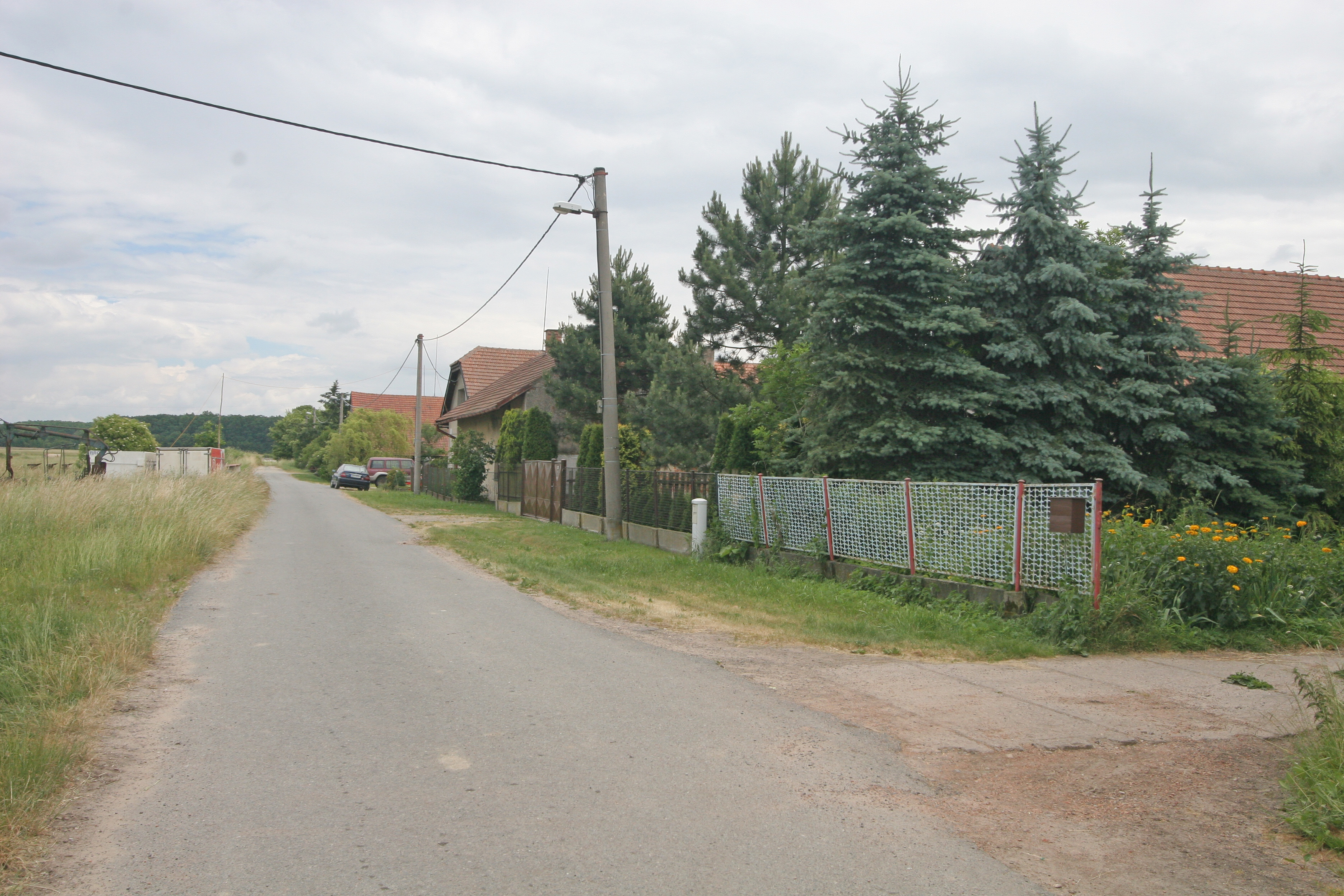
Starý Drahoš

Drahoš (deutsch Maydorf, auch Maidorf) ist ein Ortsteil der Gemeinde Rokytno in Tschechien. Er liegt zwölf Kilometer nordöstlich des Stadtzentrums von Pardubice und gehört zum Okres Pardubice.

## Geographie
Die Streusiedlung Drahoš erstreckt sich in der Pardubická kotlina (Pardubitzer Becken) beiderseits der Einmündung des Baches Drahošský potok in den Brodecký potok bzw. Bejštačka. Nördlich des Drahošský potok liegt das Straßendorf Nový Drahoš, südlich das Zeilendorf Starý Drahoš; zwischen beiden befinden sich einige verstreute Häuser. Im Osten liegen der Teich Šmatlán sowie der Hügel Žernov (277 m n.m.).
Nachbarorte sind Svoboda und Býšť im Norden, Chvojenec im Nordosten, Žernov, Poběžovice u Holic und Kamenec im Osten, Podlesí und Horní Ředice im Südosten, Dolní Ředice und Časy im Süden, Choteč und Lukovna im Südwesten, Dražkov und Bohumileč im Westen sowie Rokytno im Nordwesten.

## Geschichte
Das Gebiet um Drahoš war bis ins 13. Jahrhundert unbesiedeltes Sumpfland. Die Benediktiner aus dem Kloster Opatovice machten die Gegend urbar. Wahrscheinlich legten die Mönche auch den Fischteich Drahoš an. Wilhelm von Pernstein, der die Herrschaften Pardubitz und Kunburg 1491 erwarb, baute die Teichwirtschaft und Fischzucht aus, da sie höhere Erträge als die Landwirtschaft einbrachte.  Am 21. März 1560 veräußerte Jaroslav von Pernstein die gesamte Herrschaft Pardubitz an König Ferdinand I. Dessen Nachfolger Maximilian II. übertrug die Verwaltung der königlichen Herrschaften der Hofkammer. Im Zuge der Raabisation wurden in den 1770er Jahren auf dem Gebiet der Kameralherrschaft Pardubitz zahlreiche Teiche trockengelegt und Parzellen auf den Teichstätten emphyteutisch an Siedler überlassen.
1778 begannen auf dem Kataster von Chvojenec die Ausmessungsarbeiten für eine Dorfgründung am Südrand des ehemaligen Teiches Drahoš. 1782 war dort das aus acht Häusern in einer Doppelzeile bestehende Dörfchen Maydorf entstanden. Zwei Jahre später erfolgte südöstlich davon – in der Gemarkung Dolní Ředice – auf dem Terrain des ehemaligen Starý Rokytenský rybník eine weitere Ortsgründung. Dieses – ebenfalls Maydorf genannte – Dörfchen bestand aus einer einfachen Zeile von vier Häusern. Die zwölf Siedlerfamilien waren aus dem preußischen Schlesien angeworben worden und deutschsprachig.
Im Jahre 1835 bestand das im Chrudimer Kreis gelegene Dominikaldorf Maydorf bzw. Drahož aus 12 Häusern, in denen 114 Personen, darunter eine protestantische Familie, lebten. Pfarrort war Beyscht. Bis zur Mitte des 19. Jahrhunderts blieb Maydorf der k.k. Kameralherrschaft Pardubitz untertänig.
Nach der Aufhebung der Patrimonialherrschaften bildeten beide Dörfer Drahouš ab 1849 Ortsteile der  Gemeinden Chvojenec bzw. Dolní Ředice im Gerichtsbezirk Holitz. Ab 1868 gehörten bei Dörfer zum politischen Bezirk Pardubitz. 1869 hatte Drahouš insgesamt 101 Einwohner und bestand aus 14 Häusern. Seit dem Ende des 19. Jahrhunderts wurde der Chvojenecer Teil Drahouš 1. díl und der Dolní Ředicer Teil Drahouš 2. díl genannt; zu Beginn des 20. Jahrhunderts setzte sich die Schreibweise Drahoš durch. Im Jahre 1900 lebten in Drahoš insgesamt 113 Menschen, 1910 waren es 123. 1924 erfolgte die Umbenennung von Drahoš 1. díl in Nový Drahoš und von Drahoš 2. díl in Starý Drahoš, abgeleitet vom ehemaligen Starý Rokytenský rybník erhielt die jüngere der beiden Siedlungen dabei das Präfix Starý. Im Jahre 1930 hatten Nový Drahoš und Starý Drahoš zusammen 123 Einwohner. Im Jahre 1949 wurden beide Dörfer dem Okres Holice zugeordnet, seit 1960 gehören sie wieder zum Okres Pardubice. 1961 wurden Nový Drahoš und Starý Drahoš nach Rokytno umgemeindet und zu einem Ortsteil Drahoš zusammengefasst. Beim Zensus von 2001 lebten in den 22 Häusern von Drahoš 24 Personen. Im Jahre 2018 hatte der Ortsteil Drahoš 37 Einwohner.

## Gemeindegliederung
Der Ortsteil Drahoš besteht aus den Ansiedlungen Nový Drahoš (Maydorf) und Starý Drahoš (Alt Maydorf).
Der Ortsteil ist Teil des Katastralbezirkes Rokytno.

## Sehenswürdigkeiten
- Glockenbaum in Nový Drahoš
- Sandsteinkreuz in Nový Drahoš